# Paradosso di Richard
Il paradosso di Richard è formulato da Jules Antoine Richard nel 1905. Immaginiamo un linguaggio in cui le proprietà aritmetiche dei numeri cardinali possano essere formulate e definite.
La proprietà di essere un numero primo può essere definita nel modo seguente: "divisibile solo dall'unità e da sé stesso", la proprietà di essere un quadrato perfetto può essere definita come "essere prodotto di un intero per sé stesso" e così via.
Possiamo notare come ogni definizione contenga solo un numero finito di parole, e perciò solo un numero finito di lettere dell'alfabeto. Dunque le definizioni vengono ordinate e numerate in serie, come? Una definizione seguirà la precedente se il numero di lettere della prima è minore, ne consegue che una definizione precederà un'altra se il suo numero di lettere è più piccolo rispetto al numero di lettere della definizione successiva. In caso di parità di numero di lettere allora l'ordine sarà stabilito secondo l'ordine alfabetico della prima lettera diversa. Come già introdotto prima queste definizioni verranno numerate, dunque ad ogni definizione corrisponderà un numero intero unico, il quale rappresenterà il posto che occupa la definizione nella serie (la definizione con il minor numero di lettere corrisponderà al numero 1, la successiva al 2 e così via).
Visto che ogni definizione è associata a un numero intero, può accadere che, in alcuni casi, il numero assegnato alla proposizione possegga la proprietà presente nella definizione a esso correlata. Se, ad esempio, la proposizione "non divisibile per alcun intero diverso dall'unità e da sé stesso" fosse correlata al numero intero primo 17, allora esso avrebbe la proprietà definita dalla proposizione. Supponiamo anche di avere la proposizione "essere il prodotto di un intero per sé stesso" e che essa sia correlata al numero intero 15, ebbene il suddetto numero intero non possiede la proprietà definita dall'espressione. Tale stato di cose sarà definito richardiano, dunque ne consegue che 17 non ha la proprietà di essere richardiano. Conveniamo dunque nel dire che:
si definisce richardiano quel numero intero che non soddisfa la proprietà definita alla quale esso è correlato in maniera unica nell'insieme serialmente ordinato delle definizioni.
Un numero r è richardiano se, e solo se, non possiede la proprietà definita dall'espressione con la quale r è correlato. Prendiamo ora in questione l'espressione "r è richardiano" e ci domandiamo: r, correlato alla proposizione "r è richardiano" è richardiano? Cioè: r ha la proprietà espressa dalla proposizione a cui esso è correlato?
Se r fosse richardiano, allora egli non dovrebbe soddisfare la proprietà espressa, ma poiché la proprietà espressa è proprio quella di essere richardiano ecco che incorriamo in una prima difficoltà. Se r non fosse richardiano, avrebbe la proprietà espressa: ma quindi sarebbe richardiano. Si crea dunque il paradosso di Richard.
Possiamo evitare questo paradosso distinguendo attentamente fra proposizioni nell'ambito dell'aritmetica e intorno all'aritmetica, dunque fra proposizioni aritmetiche e meta-aritmetiche e dunque concludendo che il ragionamento fatto nella costruzione del paradosso di Richard sia ovviamente fallace e scorretto.
La costruzione di r fa uso della procedura diagonale utilizzata da Cantor per dimostrare la non numerabilità dei numeri reali. Il paradosso di Richard – come quello di Berry e di Zermelo-König – fa parte dei cosiddetti paradossi semantici. Il suo interesse nell'ambito dello studio dei fondamenti logici e la sua idea della rappresentazione della matematica aprirà la strada alla prova di incompletezza di Gödel